# Fosterella weddelliana
Fosterella weddelliana là một loài thực vật có hoa trong họ Bromeliaceae. Loài này được (Brongn. ex Baker) L.B.Sm. mô tả khoa học đầu tiên năm 1960.